# Alice Powell
Alice Elizabeth Fraser Powell (Oxford, 26 de janeiro de 1993) é uma piloto profissional de automóveis britânica. Ela tem passagem por diversas categorias internacionais, bem como Copa da Europa do Norte de Fórmula Renault, GP3 Series, Campeonato Britânico de Fórmula 3, Jaguar I-Pace eTrophy, entre outras.

## Carreira
Powell aprendeu a pilotar aos seis anos de idade. Dois anos depois começou a disputar corridas de kart.
No Campeonato Ginetta Junior, ela marcou quatro pódios e terminou o ano em nono na classificação geral. Em 2010 a piloto tornou-se a primeira mulher a vencer uma corrida de Fórmula Renault no Reino Unido além de ser a primeira mulher na história a vencer um campeonato da categoria. Em 2012 passou a competir na GP3 Series, e, na última etapa da temporada em Monza (Itália), tornou-se a primeira mulher a pontuar na categoria.
A falta de patrocínio forçou Powell a fazer uma pausa no esporte e voltar a trabalhar com seu pai comerciante, Tony Powell, antes de ingressar na W Series e terminar em terceiro no campeonato de 2019, que culminou com a vitória na corrida final em Brands Hatch. Ela participou do teste de novato da Fórmula E no início de 2020 e passou o resto do ano competindo no Jaguar I-Pace eTrophy, treinando vários jovens pilotos e comentando para a F1 TV.
Já no Campeonato de W Series de 2021, Powell sagrou-se vice-campeã. Em 2022, ela continua na categoria.

## Reconhecimento
Em dezembro de 2014, foi eleita uma das 100 mulheres mais influentes do mundo pela BBC.

## Registros na carreira

### Sumário
| Temporada | Categoria                                           | Equipe                                    | Corridas                            | Vitórias                            | Poles                               | V.M.R.                              | Pódios                              | Pontos                              | Classificação                       |
| --------- | --------------------------------------------------- | ----------------------------------------- | ----------------------------------- | ----------------------------------- | ----------------------------------- | ----------------------------------- | ----------------------------------- | ----------------------------------- | ----------------------------------- |
| 2007      | Campeonato Ginetta Junior                           | Tockwith Motorsport                       | 11                                  | 0                                   | 0                                   | 0                                   | 0                                   | 62                                  | 16.ª                                |
| 2007      | Campeonato de Inversno Ginetta Junior               | Tockwith Motorsport                       | 3                                   | 0                                   | 0                                   | 0                                   | 0                                   | ?                                   | 5.ª                                 |
| 2008      | Campeonato Ginetta Junior                           | Tockwith Motorsport/Muzz Racing           | 24                                  | 0                                   | 0                                   | 0                                   | 4                                   | 326                                 | 9.ª                                 |
| 2009      | Formula Renault UK                                  | Manor Competition                         | 20                                  | 0                                   | 0                                   | 0                                   | 0                                   | 88                                  | 18.ª                                |
| 2009      | Formula Palmer Audi                                 | Motorsport Vision                         | 3                                   | 0                                   | 0                                   | 0                                   | 0                                   | 33                                  | 25.ª                                |
| 2010      | Formula Renault BARC                                | Hillspeed                                 | 12                                  | 2                                   | 2                                   | 0                                   | 7                                   | 288                                 | 1.ª                                 |
| 2010      | Formula Renault UK de Inverno                       | Manor Competition                         | 7                                   | 0                                   | 0                                   | 0                                   | 0                                   | 53                                  | 12.ª                                |
| 2010      | Copa Ginetta G50                                    | Tockwith                                  | 14                                  | 0                                   | 0                                   | 0                                   | 0                                   | 163                                 | 16.ª                                |
| 2010      | Copa Ginetta G50                                    | CDR                                       | 3                                   | 0                                   | 0                                   | 0                                   | 0                                   | 163                                 | 16.ª                                |
| 2011      | Formula Renault UK                                  | Manor Competition                         | 20                                  | 0                                   | 0                                   | 0                                   | 0                                   | 258                                 | 9.ª                                 |
| 2011      | Copa da Europa do Norte de Fórmula Renault          | SL Formula Racing                         | 2                                   | 0                                   | 0                                   | 0                                   | 0                                   | 24                                  | 35.ª                                |
| 2011      | MRF Formula 1600 Delhi                              | ?                                         | 2                                   | 0                                   | 0                                   | 0                                   | 2                                   | 33                                  | 2.ª                                 |
| 2011      | InterSteps Championship                             | Motaworld                                 | 1                                   | 0                                   | 0                                   | 0                                   | 0                                   | 12                                  | 14.ª                                |
| 2012      | GP3 Series                                          | Status Grand Prix                         | 16                                  | 0                                   | 0                                   | 0                                   | 0                                   | 1                                   | 19.ª                                |
| 2012      | Formula Ford 1600 – Walter Hayes Trophy             | ?                                         | 1                                   | 0                                   | 0                                   | 0                                   | 0                                   | N/A                                 | 12.ª                                |
| 2012–13   | MRF Challenge Formula 2000                          | MRF Racing                                | 10                                  | 0                                   | 0                                   | 1                                   | 2                                   | 79                                  | 5.ª                                 |
| 2013      | GP3 Series                                          | Bamboo Engineering                        | 2                                   | 0                                   | 0                                   | 0                                   | 0                                   | 0                                   | 31.ª                                |
| 2013      | MSV F3 Cup - Class A                                | Mark Bailey Racing                        | 18                                  | 5                                   | 1                                   | 11                                  | 8                                   | 396                                 | 2.ª                                 |
| 2013      | British Formula 3 International Series - National B | Mark Bailey Racing                        | 3                                   | 2                                   | 2                                   | 3                                   | 2                                   | 0                                   | NC                                  |
| 2014      | Fórmula Renault Asiática – Classe Internacional     | FRD Racing Team                           | 11                                  | 5                                   | 5                                   | 1                                   | 9                                   | 242                                 | 1.ª                                 |
| 2014      | British Formula 3 International Series              | Carlin Motorsport                         | 3                                   | 0                                   | 0                                   | 0                                   | 1                                   | 16                                  | 15.ª                                |
| 2014      | MSV F3 Cup - Cup Class                              | Mark Bailey Racing                        | 4                                   | 2                                   | 1                                   | 1                                   | 4                                   | 116                                 | 11.ª                                |
| 2015      | Silverstone 24 Hours - Class 3                      | Andrew Palmer                             | 1                                   | 0                                   | 0                                   | 0                                   | 0                                   | N/A                                 | 4.ª                                 |
| 2015–16   | MRF Challenge Formula 2000                          | MRF Racing                                | 4                                   | 0                                   | 0                                   | 0                                   | 0                                   | 9                                   | 18.ª                                |
| 2018–19   | Jaguar I-Pace eTrophy                               | Jaguar VIP Car                            | 1                                   | 0                                   | 0                                   | 0                                   | 0                                   | 0                                   | NC                                  |
| 2019      | W Series                                            | Hitech GP                                 | 6                                   | 1                                   | 0                                   | 0                                   | 4                                   | 76                                  | 3.ª                                 |
| 2019      | WeatherTech SportsCar Championship - GTD            | Heinricher Racing with Meyer Shank Racing | 1                                   | 0                                   | 0                                   | 0                                   | 0                                   | 19                                  | 59.ª                                |
| 2019–20   | Jaguar I-Pace eTrophy                               | Jaguar ran racing eTROPHY Team Germany    | 10                                  | 0                                   | 0                                   | 1                                   | 2                                   | 70                                  | 4.ª                                 |
| 2019–20   | Formula E                                           | Envision Virgin Racing                    | Piloto de testes                    | Piloto de testes                    | Piloto de testes                    | Piloto de testes                    | Piloto de testes                    | Piloto de testes                    | Piloto de testes                    |
| 2020–21   | Formula E                                           | Envision Virgin Racing                    | Piloto de simulador                 | Piloto de simulador                 | Piloto de simulador                 | Piloto de simulador                 | Piloto de simulador                 | Piloto de simulador                 | Piloto de simulador                 |
| 2021      | W Series                                            | Racing X                                  | 8                                   | 3                                   | 2                                   | 4                                   | 5                                   | 132                                 | 2.ª                                 |
| 2021–22   | Formula E                                           | Envision Racing                           | Piloto de simulador/desenvolvimento | Piloto de simulador/desenvolvimento | Piloto de simulador/desenvolvimento | Piloto de simulador/desenvolvimento | Piloto de simulador/desenvolvimento | Piloto de simulador/desenvolvimento | Piloto de simulador/desenvolvimento |
| 2022      | W Series                                            | Click2Drive Bristol Street Motors Racing  | 6                                   | 1                                   | 0                                   | 0                                   | 2                                   | 68                                  | 2.ª                                 |